# Рощино (Саратовская область)
Рощино — село в Вольском районе Саратовской области России. Входит в состав Широкобуеракского муниципального образования.

## География
Находится на расстоянии примерно 23 километра по прямой на северо-восток от районного центра города Вольск.

## История
Село основано в 1934 году. 

## Население
Население составляло 16 человек в 2002 году (69% русские),  18 в 2010.